# Diversidade sexual no Brasil

Bandeira da comunidade LGBT brasileira.

A diversidade sexual no Brasil tem sido presente na sociedade desde o período anterior à chegada dos europeus. Mesmo não sendo uma conduta penal desde os primeiros anos pós-independência, o preconceito e a discriminação não desapareceram, sendo uma das grandes lutas do movimento homossexual brasileiro, surgido nas duas últimas décadas do século XX. Uma pesquisa realizada pelo Pew Research Center mostrou que 60% da população brasileira considera que a homossexualidade deve ser aceita pela sociedade.
No país, a união estável entre casais do mesmo sexo foi legalizada em 2011, e o casamento, em 2013. A adoção, também já é um direito assegurado aos LGBTs.

## História

### Era pré-cabralina
São muitas as evidências de que a homossexualidade era socialmente aceita entre os índios. Segundo o pesquisador Abelardo Romero, a homossexualidade "grassava há séculos, entre os brasis, como uma doença contagiosa". Von Martius também relata o espanto dos portugueses com a antropofagia e a sodomia dos índios, assim como o padre Manuel da Nóbrega, que em 1549 comentou que muitos colonos tinham índios como mulheres "segundo o costume da terra".

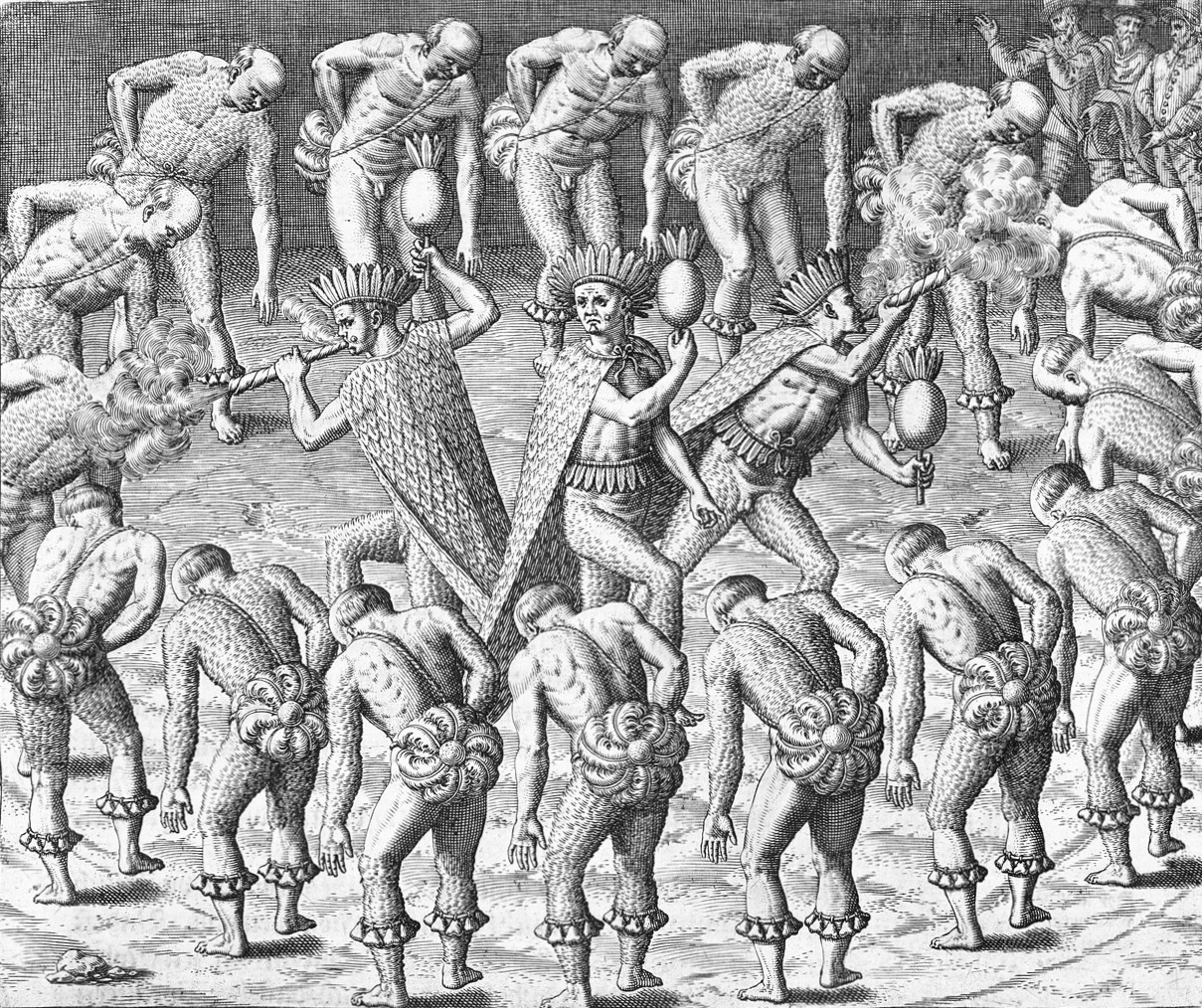
Cerimônia religiosa de índios tupinambás em gravura de Theodor de Bry

Entre os tupinambás, o Tratado Descritivo do Brasil de 1587, escrito por Gabriel Soares de Souza, refere-se tanto à homossexualidade masculina como feminina.  Descreve que o "pecado nefando" era bem aceito, sendo que o que desempenhava o papel ativo tinha-se por valente, contando o caso como proeza. Havia também os que tinham tenda pública para os que os quisessem como mulheres públicas, indicando possível prostituição masculina.
Os tupinaés, vizinhos dos tupinambás, eram "muito mais sujeitos ao pecado nefando do que os tupinambás". Em 1576, o também português Pero de Magalhães de Gândavo relatou que os índios "se entregam ao vício (da sodomia) como se neles não houvera razão de homens". Entre os guaicurus, também relatos sobre travestismo, como os chamados cudinas, homens castrados que se vestiam de mulheres e passavam a efetuar tarefas exclusivamente femininas, como a tecelagem. Na tribo bororo, os mancebos recolhiam-se ao baito (ou casa-dos-homens), onde mulheres não podiam ingressar e os rapazes entregam-se a relações sexuais com toda a naturalidade. Na própria medicina indígena, era comum que o tratamento fosse realizado com relacionamento sexual do pajé com os enfermos, inclusive com intercurso anal, como entre os coerunas. Entre os xamãs, os conhecimentos curativos eram passados do pajé mais velho aos seus alunos pela cópula carnal, onde o aluno se entrega ao mais velho.

### Período colonial
Com a chegada dos portugueses, passa a valer no território brasileiro as ordenações, que classificavam a sodomia como o "mais torpe, sujo e desonesto pecado".

### Séculos XIX e XX

Pesquisa de 2013 do Pew Research Center em que foi feita a pergunta: "A homossexualidade deve ser aceita na sociedade?" Percentagem de entrevistados que responderam aceitar:
81% - 90%
71% - 80%
61% - 70%
51% - 60%
41% - 50%
31% - 40%
21% - 30%
11% - 20%
1% - 10%
Sem dados

Com a independência do Brasil, o fim dos Tribunais do Santo Ofício e a edição de um Código Penal nos primeiros anos do Império, a prática deixa de ser criminosa, cessando também a documentação a respeito. A moral cristã e o preconceito, contudo, estavam arraigados na sociedade.
Nas últimas décadas do século XX, o movimento homossexual brasileiro foi sendo construído, com o surgimento de vários grupos em defesa dos direitos dos homossexuais. Mesmo não sendo uma conduta criminosa desde o início do século XIX, passa-se a lutar contra o preconceito e a discriminação, bem como procurando conquistar direitos civis em isonomia com a população heterossexual.
Em 1995, a deputada Marta Suplicy propôs um projeto de lei instituindo a união civil entre pessoas do mesmo sexo. Passada mais de uma década, o projeto ainda não foi apreciado em plenário. Muitos dos direitos ali previstos estão sendo concedidos em decisões judiciais, onde os avanços vão sendo observados.

## Direitos LGBT
A luta pelo reconhecimento da união civil entre pessoas do mesmo sexo ocorre especialmente a partir de 1995, com a apresentação do Projeto de Lei n.º 1151, pela deputada federal Marta Suplicy. As conquistas têm ocorrido especialmente no âmbito do Poder Judiciário. Leis estaduais e municipais também têm combatido a discriminação por orientação sexual.

### Reconhecimento da união homoafetiva como entidade familiar
No dia 5 de maio de 2011, o Supremo Tribunal Federal reconheceu, por unanimidade, a existência da entidade familiar chamada união homoafetiva entre casais homossexuais. Desta forma, os direitos concedidos a casais homossexuais se assemelham à união estável em alguns aspectos, como pensões, aposentadorias e inclusão em planos de saúde. Todos os efeitos dessa decisão ainda não são claros, pois ainda não se sabe se casais homossexuais poderão casar. Em seu voto, a ministra Ellen Gracie Northfleet afirmou que "uma sociedade decente é uma sociedade que não humilha seus integrantes", enquanto que o ministro Luiz Fux afirmou que "a homossexualidade caracteriza a humanidade de uma pessoa. Não é crime. Então por que o homossexual não pode constituir uma família? Por força de duas questões que são abominadas por nossa Constituição: a intolerância e o preconceito".

### Movimento civis e atuação na política institucional

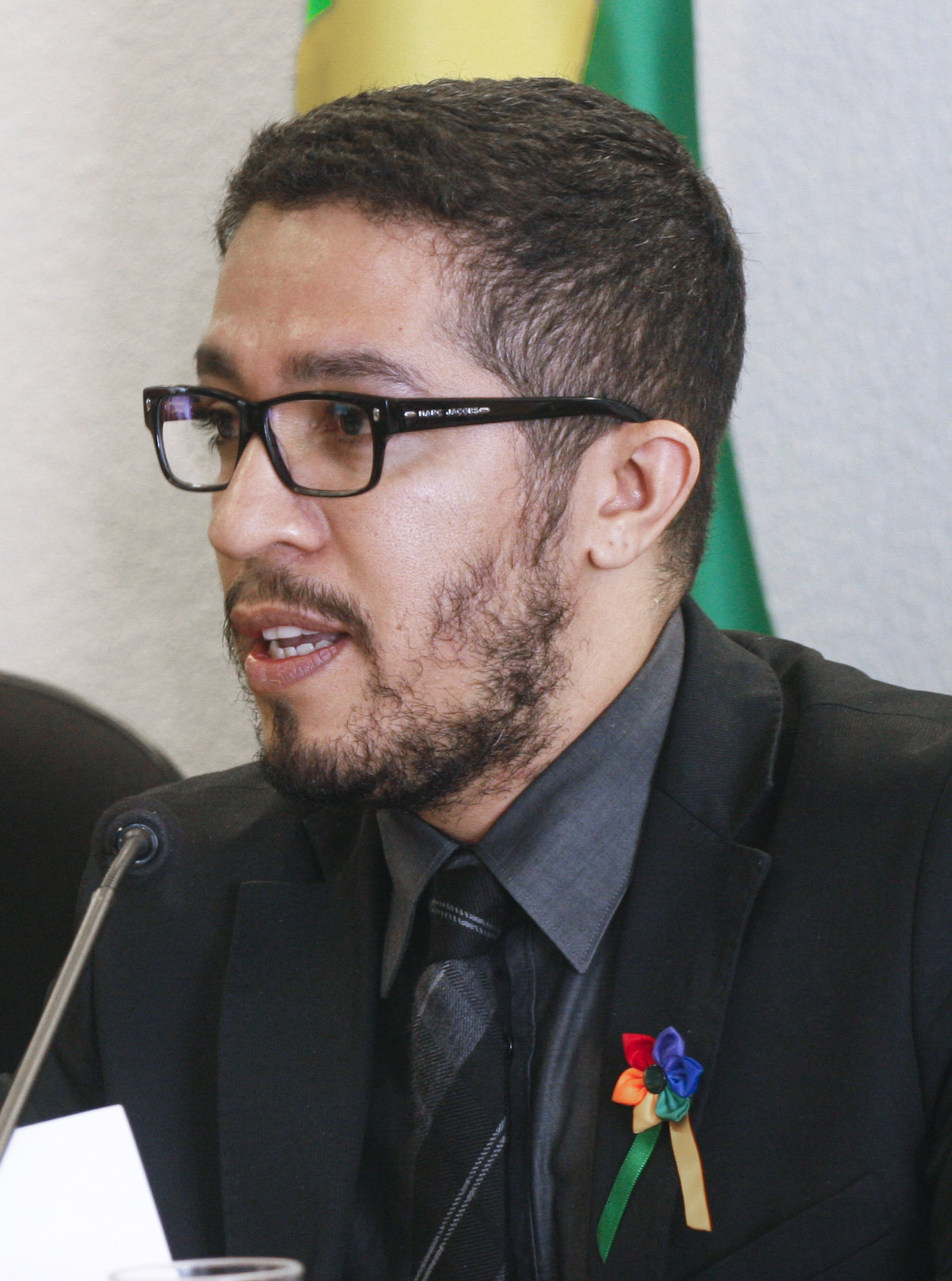
Jean Wyllys, um dos defensores da comunidade LGBT no congresso brasileiro da atualidade.

Dentre os primeiros grupos organizados, deve-se mencionar o Somos, de São Paulo, que teria sido a primeira agremiação homossexual com finalidades prioritariamente políticas, criado em 1978. Foi dissolvido em 1983. No começo dos anos 1980, havia cerca de 22 grupos ao longo do país, especialmente no eixo Rio-São Paulo.
No campo da política, a defesa dos direitos LGBT tem sido feita predominantemente por políticos simpatizantes ao movimento, sendo raros os representantes eleitos abertamente homossexuais. Dentre eles, destacava-se Clodovil Hernandes (falecido em 2009), o primeiro homossexual assumido a ser eleito deputado federal, conquanto tinha uma postura extremamente crítica ao movimento pelos direitos homossexuais e não se considerasse eleito pela população LGBT. Também merece destaque José Cláudio de Araújo, prefeito de Paraty de 2001 a 2004, referido como o primeiro prefeito abertamente gay do país. Jean Wyllys, deputado federal eleito em 2010 abertamente homossexual, tem se apresentado como um dos mais destacados defensores da comunidade LGBT no congresso brasileiro da atualidade.
Havendo poucos candidatos abertamente LGBT, a quantidade de eleitos também é extremamente reduzida. Nas eleições municipais de 2008, foram eleitos para vereador as travesti Leo Kret (Salvador), Moacyr Sélia, mais conhecida como Moa (Nova Venécia, Espírito Santo) e Isaías Martins de Oliveira (Patos de Minas, Minas Gerais), além dos declaradamente gays José Itaparandi (Paço do Lumiar, Maranhão), e Sander Simaglio (Alfenas, Minas Gerais). Também são citados Vilson José Porcíncula, vereador em Tijucas, Santa Catarina e Anselmo Fabiano Santos, vereador em Itaúna, Minas Gerais (a ABGLT indica Anselmo como aliado, ao invés de gay) O vice-prefeito de João Alfredo, Pernambuco, Dimas Prazeres dos Santos, também é homossexual assumido, apesar de ser vice de Severino Cavalcanti, conhecido por suas posições homofóbicas. Há que se destacar ainda Kátia Tapety, primeira transexual a ocupar um cargo político no Brasil (vereadora em 1992 e vice-prefeita em 2004), em Colônia do Piauí, no Piauí.
Ainda que não tivesse em sua plataforma política os direitos LGBT, a então deputada estadual do Pará, Eulina Rabelo, ganhou destaque nacional ao ser considerada inelegível para a prefeitura de Viseu em 2004 por manter uma relação homoafetiva, notória na cidade, com a prefeita já em segundo mandato, Astrid Cunha (prefeita de Viseu de 1996 a 2004). Outro político que só teve a orientação sexual exposta involuntariamente foi o ex-prefeito de Poá, Jorge Allen.
| Marco na política eleitoral                            | Pessoa                         | Data da eleição | Cargo                                                                    |
| ------------------------------------------------------ | ------------------------------ | --------------- | ------------------------------------------------------------------------ |
| Primeiro vereador bissexual eleito                     | Renildo José dos Santos [en]   | 1992            | Vereador de Coqueiro Seco                                                |
| Primeira pessoa transgênera eleita                     | Kátia Tapety                   | 1992            | Vereadora de Colônia do Piauí                                            |
| Primeira vice-prefeita transgênera                     | Kátia Tapety                   | 2004            | Vice-prefeita de Colônia do Piauí                                        |
| Primeiro deputado federal abertamente homossexual      | Clodovil Hernandes             | 2006            | Deputado federal por São Paulo                                           |
| Primeira vereadora transgênera em uma capital          | Léo Kret                       | 2008            | Vereadora de Salvador                                                    |
| Primeiro parlamentar LGBT ativista pelos direitos LGBT | Jean Wyllys                    | 2010            | Deputado federal pelo Rio de Janeiro                                     |
| Primeiro prefeito abertamente homossexual eleito       | Edgar de Souza                 | 2012            | Prefeito de Lins                                                         |
| Primeiro senador abertamente homossexual eleito        | Fabiano Contarato              | 2018            | Senador pelo Espírito Santo                                              |
| Primeiros governadores abertamente homossexuais        | Eduardo Leite e Fátima Bezerra | 2018 (RS, RN)   | Governadores do Rio Grande do Sul e Rio Grande do Norte, respectivamente |
| Primeiras deputadas federais transgêneras              | Erika Hilton e Duda Salabert   | 2022 (SP, MG)   | Deputadas federais por São Paulo e Minas Gerais, respectivamente         |

## Homofobia e transfobia

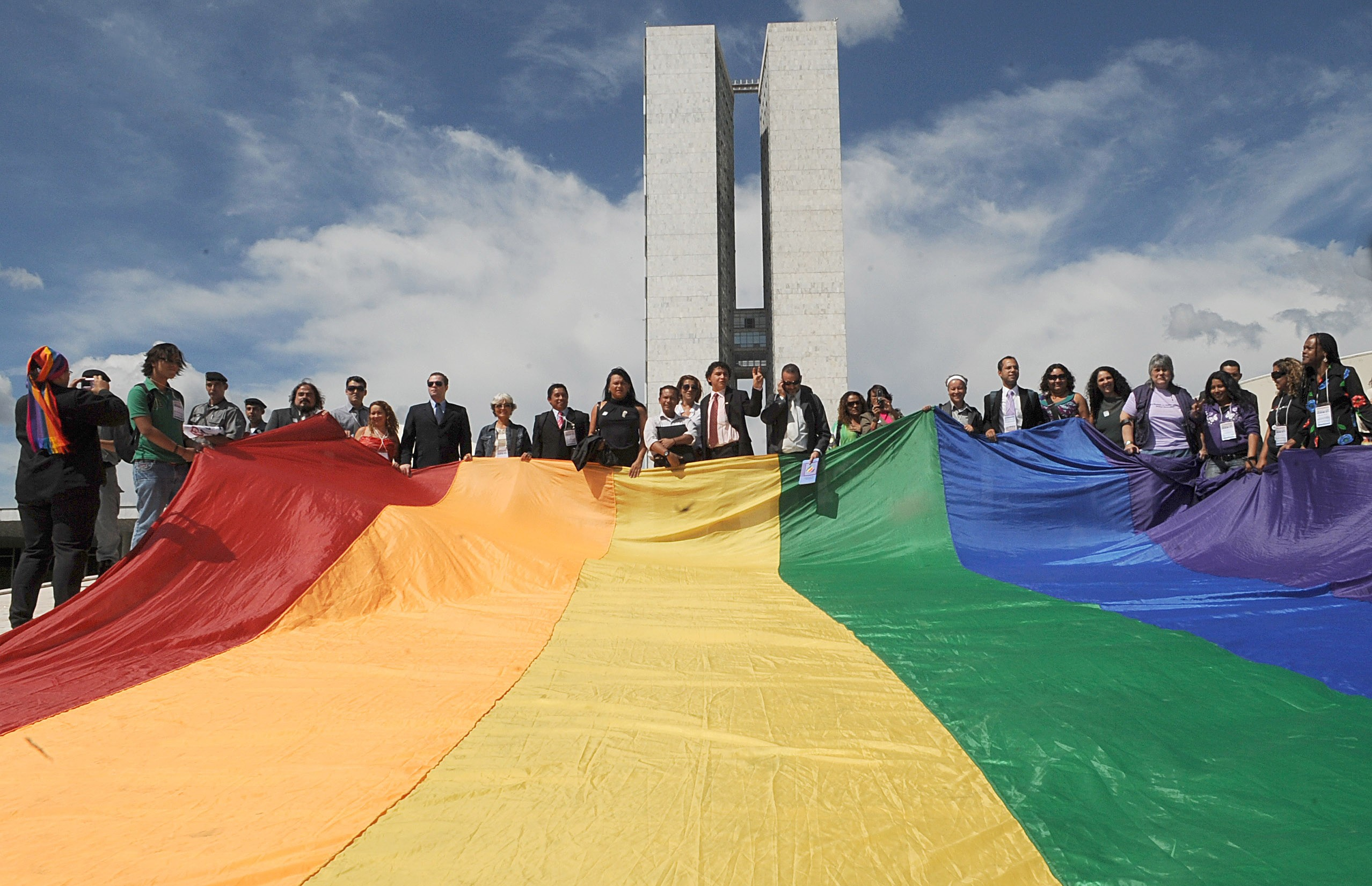
Protesto a favor dos direitos LGBT em frente ao Congresso Nacional do Brasil.

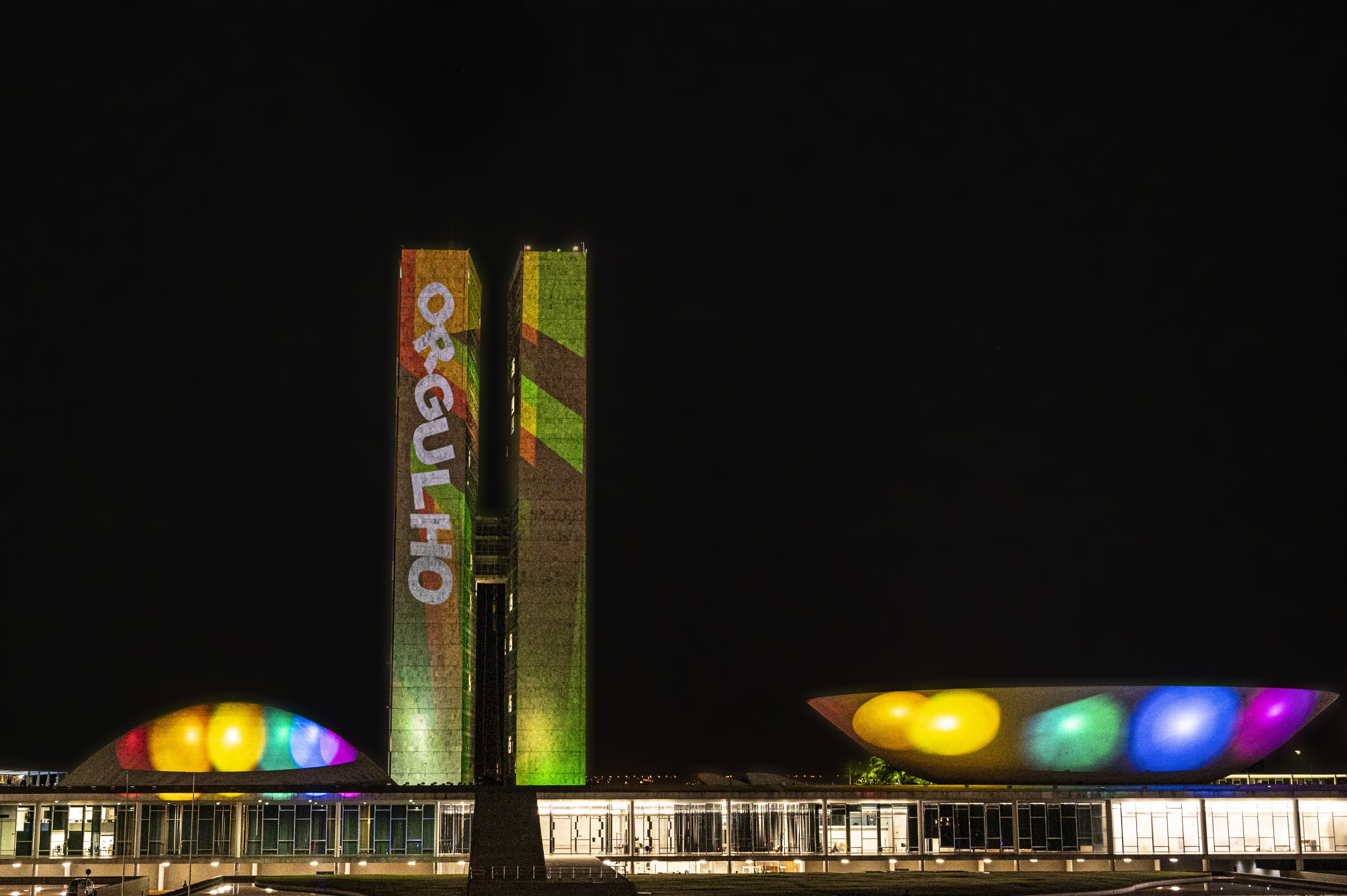
Edifício do Congresso Nacional iluminado em homenagem ao Dia Internacional do Orgulho LGBT

A homofobia no Brasil ainda é um problema presente e constante, havendo estatísticas compiladas pelo Grupo Gay da Bahia, a partir das quais o grupo defende que o Brasil é o país mais homofóbico do mundo. Segundo o professor Luiz Mott, do departamento de Antropologia da Universidade Federal da Bahia, a homofobia é uma "epidemia nacional". Ele assevera que o Brasil esconde uma desconcertante realidade: "é o campeão mundial em assassinatos de homossexuais, sendo que a cada três dias um homossexual é barbaramente assassinado, vítima da homofobia".
Em abril de 2009, o Grupo Gay da Bahia divulgou seu levantamento sobre os casos verificados em 2008, apontando que no último ano foram assassinadas 190 pessoas no Brasil, sendo 64% gays, 32% travestis e 4% lésbicas, um aumento de 55% sobre os números de 2007, mantendo o país como o que mais registra crimes de natureza homofóbica. O levantamento também conclui que o risco de uma travesti ser assassinada é 259 vezes maior que um gay, sendo Pernambuco o estado mais violento. Desde que iniciou a pesquisa, em 1980, o grupo já registrou 2.998 assassinatos. Em 2010, jovens homossexuais foram agredidos na Avenida Paulista, em São Paulo.

## Visibilidade e referências culturais
A partir da década de 1980, com o avanço da Aids, doença inicialmente identificada quase que exclusivamente com a população LGBT (muitas vezes referida como a "peste gay"), a homossexualidade ganhou visibilidade. O grande evento anual referente à homossexualidade no Brasil é a Parada do Orgulho LGBT de São Paulo, que tem reunido nos últimos anos mais de 3 milhões de pessoas, sendo considerada a maior do mundo. O evento consta no Guiness Book com os números divulgados pela Polícia Militar na edição de 2006: 2,5 milhões de pessoas (a partir de 2007, a publicação não considerou os novos números, pois não houve divulgação de estimativa por fonte oficial).
|              |  |        |
| Renato Russo |  | Cazuza |

A referência a práticas homossexuais por grandes heróis apresenta grande resistência por parte de historiadores. Uma lista elaborada pelo historiador Luiz Mott contendo as 100 maiores personalidades com comportamento homossexual do Brasil, entre os quais estavam incluídos Tiradentes, Mário de Andrade, Olavo Bilac, Roberto Burle Marx, Dom João VI, Santos Dumont e Zumbi dos Palmares gerou protestos e controvérsias. No âmbito cultural, contudo, a questão é menos controversa, sendo vários os artistas que revelam abertamente sua homossexualidade ou bissexualidade sem que esse ponto afete o reconhecimento de seu trabalho, podendo ser citados, dentre outros, Cazuza, Cássia Eller, Ney Matogrosso, Renato Russo, Gilberto Braga e Aguinaldo Silva e também a drag queen Pabllo Vittar. No meio artístico, nem todas as personalidades abertamente LGBT são bem vistas pelo movimento homossexual, como o caso do falecido ator Jorge Lafond, cuja carreira ficou marcada pela interpretação da personagem Vera Verão, considerada uma caricatura negativa, por representar um gay afeminado, tirano e agressivo com as mulheres.
No cinema nacional, conforme levantamento do professor de cinema Antonio Moreno entre filmes lançados entre 1923 e 1996, a personagem homossexual é retratada como alienada politicamente, de comportamento agressivo, frequentemente com um gestual feminino exacerbado, incapaz de um relacionamento monogâmico, tendendo à solidão e socorrendo-se de parceiros pagos. Dificilmente protagonista, contribui para o reforço do estereótipo negativo do homossexual brasileiro. Amores Possíveis, lançado em 2000, já apresenta um sensível avanço no tratamento do tema. Em 2009, foi lançado um filme brasileiro de temática homossexual chamado "Do Começo ao Fim", atraindo mais de 10 mil espectadores em seu fim de semana de estreia. Em cartaz em apenas nove salas (contra mais de 600 de Lua Nova e 550 de 2012), o filme mostrou fôlego ao estrear em sexto lugar no país.

### Na televisão

#### O primeiro beijo homossexual
Em 1963 as atrizes Vida Alves e Geórgia Gomide protagonizaram o primeiro beijo homossexual da televisão brasileira na Rede Tupi em um dos episódios do programa TV de Vanguarda, intitulado Calúnia. Na história Vida e Geórgia interpretavam diretoras de um internato para meninas que eram caluniadas por uma estudante rebelde, dizendo que as duas eram amantes, o que levou os pais a tirarem as filhas do colégio, que fechou as portas. Falidas, as duas acabam descobrindo que realmente se amavam e se beijaram no final da história. As produções eram transmitidas ao vivo, uma vez que ainda não existia vídeo-tape para gravação na época, sendo que apenas um fotógrafo registrava as cenas dos bastidores, embora esta foto tenha se perdido com o fechamento da emissora anos depois. Em 2011, Vida, que também havia protagonizado o primeiro beijo heterossexual na televisão, disse em entrevista para a revista Época que não houve qualquer tipo de discriminação por parte do público: "A cena foi comentada, mas não senti qualquer sentimento agressivo das pessoas em relação a mim. Tenho certeza que me julgaram, mas não me atacaram". Apenas em 24 de maio de 2016, durante o programa Okay Pessoal!!!, Vida revelou que havia encontrado uma foto da ocasião, mostrando-a pela primeira vez após 53 do acontecimento.

#### Personagens impactantes em novelas
Em 1968, a obra As Professorinhas, da RecordTV, trouxe pela primeira vez uma protagonista homossexual em uma telenovela, Helena, interpretada por Tamara Restier, uma das cinco personagens centrais da trama, cujo morava com outra mulher, embora a relação fosse apenas citada, uma vez que a vida privada de nenhuma delas era mostrada, apenas suas vidas profissionais. A partir da década de 1980 personagens homossexuais passaram a ser incluídos com frequência em telenovelas, embora ainda em papeis sem destaque e de forma estereotipada – incluindo trejeitos e voz afeminada para homens e cabelos curtos e jeito masculinizado para mulheres. O primeiro personagem em 20 anos desde o primeiro beijo homossexual foi Inácio, em Brilhante, telenovela de Gilberto Braga, em 1981, vivido por Dênis Carvalho. Em 1990 a Rede Manchete passa à frente das demais emissoras e exibe pela primeira vez um beijo entre dois homens na minissérie Mãe de Santo, entre os personagens Rafael (Daniel Barcellos) e Matheus (Raí Alves). Em 1998 Sílvio de Abreu propôs uma humanização na Rede Globo ao incluir em Torre de Babel um casal de lésbicas, vividos por Leila (Sílvia Pfeifer) e Neuza (Christiane Torloni), pela primeira vez de forma não caricata. O casal, no entanto, teve uma taxa de rejeição alta do público e o autor teve que matá-las no desabamento do shopping onde se centralizava a trama.
Em 2003, o casal formado por Clara (Alinne Moraes) e Rafaela (Paula Picarelli) em Mulheres Apaixonadas foi o primeiro aceito pelo público na história moderna da televisão brasileira. O autor Manoel Carlos utilizou como contraponto a personagem homofóbica Paulinha (Roberta Gualda), que praticava preconceito, fazendo com que o público torcesse pelo casal. Em 2004 Aguinaldo Silva decidiu explorar mais a relação entre duas mulheres, incluindo as personagens Jenifer (Bárbara Borges) e Eleonora (Mylla Christie) em Senhora do Destino e mostrando pequenos beijos entre elas, sem grande alarde na imprensa. A cena em que as duas aparecem nuas na cama após a relação sexual foi bem aceita pelo público e levou a novela aos 48 pontos de audiência. Pela primeira vez um casal homoafetivo foi mostrado adotando uma criança. Após a boa recepção dos casais femininos, Glória Perez decidiu construir a mesma discussão com um personagem homossexual masculino em América, em 2005, criando a história em torno de Junior (Bruno Gagliasso), um rapaz que vivia a dúvida sobre contar ou não para sua mãe sobre sua sexualidade, além de viver um romance com Zeca (Erom Cordeiro). O casal chegou a gravar uma cena se beijando, porém a direção da Rede Globo vetou o acontecimento de ir ao ar. Em 2009 a novela Bela,a  Feia, da Rede Record, também abordou de forma mais humanizada as relações homossexuais, colocando como trama central a descoberta da sexualidade de Diego (Daniel Erthal) e seu romance com Diogo (Sérgio Menezes), se tornando um dos casais principais da história.
Após estas interações houve um retrocesso na humanização e abordagem de homossexuais em novelas, retornando aos personagens estereotipados com bordões, trejeitos escandalosos e sem nenhuma relação romântica ou familiar desenvolvida, geralmente fazendo apenas o papel de amigo de mulheres ricas, incluindo Cássio (Marco Pigossi) em Caras & Bocas (2009), Áureo (André Gonçalves) em Morde & Assopra (2011) e Crô (Marcelo Serrado) em Fina Estampa (2011). O Grupo Gay da Bahia (GGB) chegou a declarar que esses personagens eram "inimigos" por criar na cabeça do público uma caricatura negativa de que todo LGBT seria afeminado. Em 2011 o SBT exibiu em Amor e Revolução o primeiro beijo homossexual do canal, acontecendo entre as personagens Marina (Giselle Tigre) e Marcela (Luciana Vendramini). Em 2014 é, enfim, exibido o primeiro beijo na Rede Globo, entre os personagens Félix (Mateus Solano) e Niko (Thiago Fragoso), sendo uma das últimas emissoras a liberarem a exibição.